# La Fara (Alts Alps)
La Fara de Champsaur (en francès La Fare-en-Champsaur) és un municipi de la regió de Provença-Alps-Costa Blava, departament dels Alts Alps.

## Demografia
| 1851                                       | 1962 | 1968 | 1975 | 1982 | 1990 | 1999 | 2006 | 2016 |
| ------------------------------------------ | ---- | ---- | ---- | ---- | ---- | ---- | ---- | ---- |
| 525                                        | 361  | 354  | 397  | 409  | 422  | 413  | 424  | 443  |
| Des de 1962: població sense dobles comptes |      |      |      |      |      |      |      |      |

## Administració
| Període   | Identitat        | Partit |
| --------- | ---------------- | ------ |
| 2001-2020 | Alain Ivaldy     |        |
| 2020-     | Christophe Boyer |        |